# 高木豊三

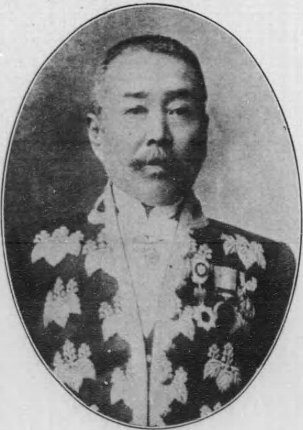
高木豊三

高木 豊三（たかぎ とよぞう、嘉永5年5月17日（1852年7月4日） - 大正7年（1918年）3月15日）は、日本の司法官僚、判事、弁護士、貴族院勅選議員。

## 経歴
丹波国桑田郡神吉村（現在の京都府南丹市）に、桑田郡代官の高木文右衛門の四男として生まれる。司法省明法寮に入学し、ギュスターヴ・エミール・ボアソナードにフランス法を学んだ。卒業後、司法省に出仕し、ついで太政官法制局に移った。1884年（明治17年）、判事となり、1886年（明治19年）から4年間ドイツに留学した。帰国後は、福島地方裁判所所長、大審院判事、司法省民刑局長、司法次官を歴任した。
1898年（明治31年）に退官した後は、弁護士を開業し、日本赤十字社法律顧問、東京商業会議所特別会員となった。1900年（明治33年）9月26日、貴族院議員に勅選され、1901年（明治34年）には法学博士の学位を授与された。
日本の近代法の基礎を築いた先駆者の一人で、著書に『刑法義解』『民事訴訟法論綱』など。帝国大学や東京法学校（現・法政大学）そして明治法律学校（明治大学法学部）の講師、法典調査委員なども務めた。

## 親族
息子の高木逸雄は三笠宮崇仁親王の侍医を経て、のち東邦大学学長。その妻・愛は米山梅吉の二女。その娘の花枝は明治鉱業社長・安川糺（安川敬一郎孫）の妻となった。

## 栄典
- 1896年（明治29年）11月20日 - 正五位[8]
- 1903年（明治36年）5月21日 - 銀杯一組[9]